# Nanhui

Lage des ehemaligen Stadtbezirks Nanhui in Shanghai

Nanhui (南汇区 Nánhuì Qū) war ein Stadtbezirk in der chinesischen regierungsunmittelbaren Stadt Shanghai. 
Er hatte 699.119 Einwohner (2003) auf einer Fläche von 687,66 km². Die Bevölkerungsdichte betrug 1.017 Einwohner pro Quadratkilometer.
Nanhui war der östlichste Bezirk Shanghais und grenzte direkt an das Gelbe Meer.

## Entstehung und Auflösung
Im Jahr 2001 wurde der Kreis  Nanhui  in den Stadtbezirk  Nánhuì  umgewandelt. Im Jahr 2009 wurde der Stadtbezirk Nanhui aufgelöst und seine Fläche dem Stadtbezirk Pudong hinzugefügt.